# Ногаре (коммуна)
Ногаре́ (фр. и окс. Nogaret) — коммуна во Франции, находится в регионе Юг — Пиренеи. Департамент — Верхняя Гаронна. Входит в состав кантона Ревель. Округ коммуны — Тулуза.
Код INSEE коммуны — 31400.

## География

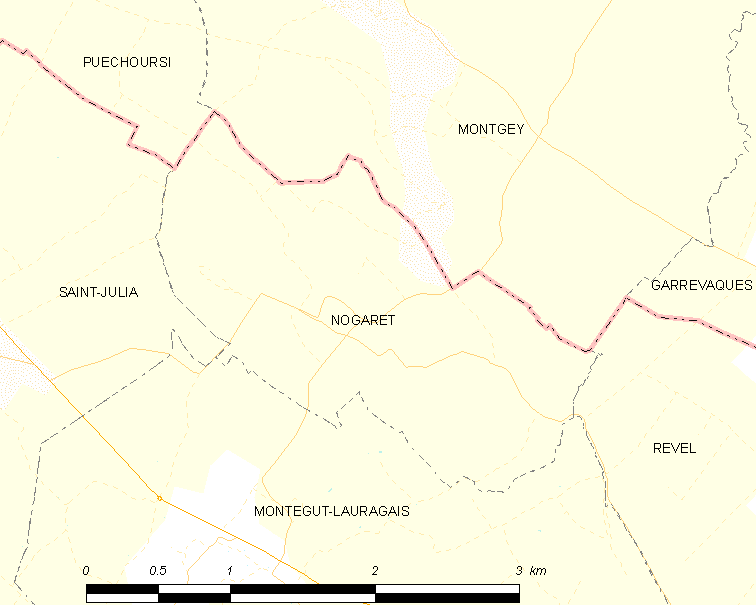
Карта коммуны

Коммуна расположена приблизительно в 600 км к югу от Парижа, в 45 км к востоку от Тулузы.

## Климат
Климат умеренно-океанический. Зима мягкая и снежная, весна характеризуется сильными дождями и грозами, лето сухое и жаркое, осень солнечная. Преобладают сильные юго-восточные и северо-западные ветры.

## Население
Население коммуны на 2010 год составляло 70 человек.
| 1962 | 1968 | 1975 | 1982 | 1990 | 1999 | 2010 |
| ---- | ---- | ---- | ---- | ---- | ---- | ---- |
| 99   | 96   | 69   | 69   | 72   | 78   | 70   |

## Администрация
| Период | Период | Фамилия        | Партия | Примечания |
| ------ | ------ | -------------- | ------ | ---------- |
| 2001   | 2008   | Норбер Барт    |        |            |
| 2008   | 2020   | Жан-Шарль Боль |        |            |

## Экономика
В 2010 году среди 43 человек трудоспособного возраста (15—64 лет) 32 были экономически активными, 11 — неактивными (показатель активности — 74,4 %, в 1999 году было 76,7 %). Из 32 активных жителей работали 27 человек (16 мужчин и 11 женщин), безработных было 5 (4 мужчины и 1 женщина). Среди 11 неактивных 5 человек были учениками или студентами, 4 — пенсионерами, 2 были неактивными по другим причинам.

## Достопримечательности
- Церковь Св. Стефана
- Замок Ан-Тель (XIX век)